# 大黑河
大黑河，位于河套地区的黃河左岸支流，古稱勒川、黑水。水源來自內蒙古自治區中部蠻汗山東北坡駱駝脖子和雙鸚鵡一帶，與五貝灘河、水磨溝、哈拉沁溝及槍盆河等河流匯合，流經呼和浩特三角洲平原、托克托北部，最終匯入黃河。全長236公里。因為7月至8月的水量只有一半，山區的腐殖層被沖刷下來後，促使河水渾濁暗黑，所以稱為大黑河。